# ليه تشادويك
ليه تشادويك (بالإنجليزية: Les Chadwick)‏ هو عازف قيثارة بريطاني، ولد في 11 مايو 1943 في Aigburth ‏ في المملكة المتحدة.

## وصلات خارجية
- ليه تشادويك على موقع IMDb (الإنجليزية)
- ليه تشادويك على موقع ميوزك برينز (الإنجليزية)
- ليه تشادويك على موقع ديسكوغز (الإنجليزية)
- ليه تشادويك على موقع قاعدة بيانات الفيلم (الإنجليزية)